# Andrei Șerbescu
Andrei Șerbescu (* 1977 in Bukarest) ist ein rumänischer Architekt und Dozent.

## Werdegang
Andrei Șerbescu studierte bis 2002 Architektur an der UAUIM in Bukarest und gründete 2003 mit Adrian Untaru ADNBA in Bukarest. 2011 erschien seine Dissertation über die volkstümliche Architektur im modernen Rumänien. Șerbescu lehrte an der Oxford Brookes University, Universitat Politècnica de Catalunya, UCLouvain, KULeuven und an der UAUIM. Zwischen 2014 und 2020 war er Mitglied der Redaktion der Encyclopedia of Vernacular Architecture of the World. ADNBA wurde 2016 von Alejandro Aravena zur Architekturbiennale Venedig eingeladen, bei der sie die Installation Hilariopolis zeigten. Andrei Șerbescu wurde 2016 als Gastkritiker von Raphael Zuber an die EPF Lausanne eingeladen.

## Bauwerke
als Partner von ADNBA:
- 2016–2019: Splay Bürogebäude, Bukarest
- 2014–2019: Mumuleanu 14 Housing, Bukarest
- 2008–2018: Erweiterung Nationale Universität der Künste Bukarest
- 2014–2017: Occidentului 40 Housing, Bukarest[3]
- 2015–2017: Londra Housing, Bukarest[4][5]
- 2012–2015: Aaron Florian Housing, Bukarest[6]
- 2014: Dogarilor Apartment Building, Bukarest[7]
- 2011–2014: Mora Housing, Bukarest
- 2008–2010: Petru Rareş Housing, Bukarest
- 2007–2010: Maicăneşti Housing, Bukarest
- 2004–2006: Haus Giurcăneanu, Bukarest
- 2003: Mediterraneo, Neptun
- 2002: Fabrik, Bukarest

## Auszeichnungen und Preise
- 2022: Shortlisted – Mies van der Rohe Preis für Mumuleanu 14 Housing, Bukarest[8]
- 2019: Shortlisted – Mies van der Rohe Preis für Occidentului 40 housing, Bukarest[9]
- 2019: Gewinner in der Kategorie Residencial Architecture – BIGGSEE Architecture Award für Londra Housing, Bukarest
- 2019: Shortlisted in der Kategorie Architectural Firm of the Year – SEE Real Estate Award der Europa Property
- 2018: 1. Preis in der Kategorie Architektur – Romanian Design Award für Occidentului 40 housing, Bukarest
- 2016: Gewinner in der Kategorie Urban Spaces – Romanian Building Award für Dogarilor Apartment Building, Bukarest
- 2016: Gewinner in der Kategorie Residential Buildings – East Centric Arhitext Award für Dogarilor Apartment Building, Bukarest[10]
- 2015: Shortlisted – Mies van der Rohe Preis für Dogarilor Apartment Building, Bukarest[11]
- 2015: 1. Preis in der Kategorie für Best Architectural achievement in der Balkan Region – Milan Zlokovic award für Dogarilor Apartment Building, Bukarest
- 2014: 1. Preis in der Kategorie Wohnungsbau an der Architekturbiennale Bukarest für Dogarilor Apartment Building, Bukarest
- 2014: Shortlisted in der Kategorie Housing – World Architecture Festival für Dogarilor Apartment Building, Bukarest
- 2009: 2. Preis Europan 10 für Wohnungsbau Eisenstadt
- 2003: Erasmus-Stipendium an der Universita’ degli Studi di Palermo
- 2002: 2. Platz RIBA Präsidentenmedaillenwettbewerb, London für Dissertation
- 2002: Universitätsmedaille und Bene-Merenti-Medaille für Diplomarbeit

## Ehemalige Mitarbeiter und Assistenten
- Laura Cristea
- Roberta Frumușelu
- Eduard Untaru

## Ausstellungen
- 2018: Vienna Design Week
- 2016: Architekturbiennale Venedig[12]
- 2015: Palais des Beaux-Arts de Bruxelles